# Reimar von Alvensleben
Gustav Reimar Konstantin von Alvensleben (* 14. Juli 1940 in Schlochau; † 5. Juni 2023 in Briesen (Mark)) war ein deutscher Professor für Agrarwissenschaften.

## Leben
Reimar von Alvensleben entstammt der niederdeutschen Adelsfamilie von Alvensleben. Seine Eltern waren Udo von Alvensleben-Falkenberg (1895–1997) und Gunild von Oertzen (1904–1997). Er hatte sechs Geschwister, der spätere Brigadegeneral Busso von Alvensleben ist sein Bruder.
Nach dem Abitur und einer landwirtschaftlichen Lehre studierte Reimar von Alvensleben Landwirtschaft an der Universität Göttingen. 1964 erhielt er an der Universität Bonn den akademischen Titel eines Diplom-Landwirts. Nach einer Tätigkeit als Assistent promovierte er 1967 mit einer Dissertation zum Thema Derzeitige und zukünftige optimale Betriebsorganisationen in der Niederrhein-Niederung. 1971 erlangte er die Habilitation. Im darauffolgenden Jahr wurde Reimar von Alvensleben Professor für Verarbeitung und Absatz am Institut für Agrarökonomie der Universität Göttingen. Wenig später ging er an die Universität Bonn, wo er das Arbeitsgebiet Betriebslehre der Ernährungswirtschaft übernahm. 1977 erhielt er den Ruf auf den Lehrstuhl für Marktlehre am Institut für Gartenbauökonomie der Universität Hannover und übernahm 1989 den Lehrstuhl für Agrarmarketing an der Universität Kiel, den er bis zu seiner Emeritierung im Jahr 2003 innehatte.
Neben seiner Tätigkeit an verschiedenen Universitäten war Reimar von Alvensleben Vorsitzender der Economic Commission der International Society of Horticultural Sciences (1982–1990), Fachgutachter der
Deutschen Forschungsgemeinschaft (1988–1996), Vorsitzender des Fakultätentages für Agrarwissenschaften und Ökotrophologie (1987–1989), Mitglied des wissenschaftlichen Beirates beim Bundesminister für Ernährung, Landwirtschaft und Forsten (1986–2001), Vorstandsmitglied der Forschungsgesellschaft für Agrarpolitik und Agrarsoziologie e. V. in Bonn (1993–2003) und Mitglied des Kuratoriums der Bundesforschungsanstalt für Landwirtschaft in Braunschweig-Völkenrode (1993–2003), von 2001 bis 2003 auch dessen Vorsitzender.
Er war Mitglied des Corps Borussia Bonn.

## Familie

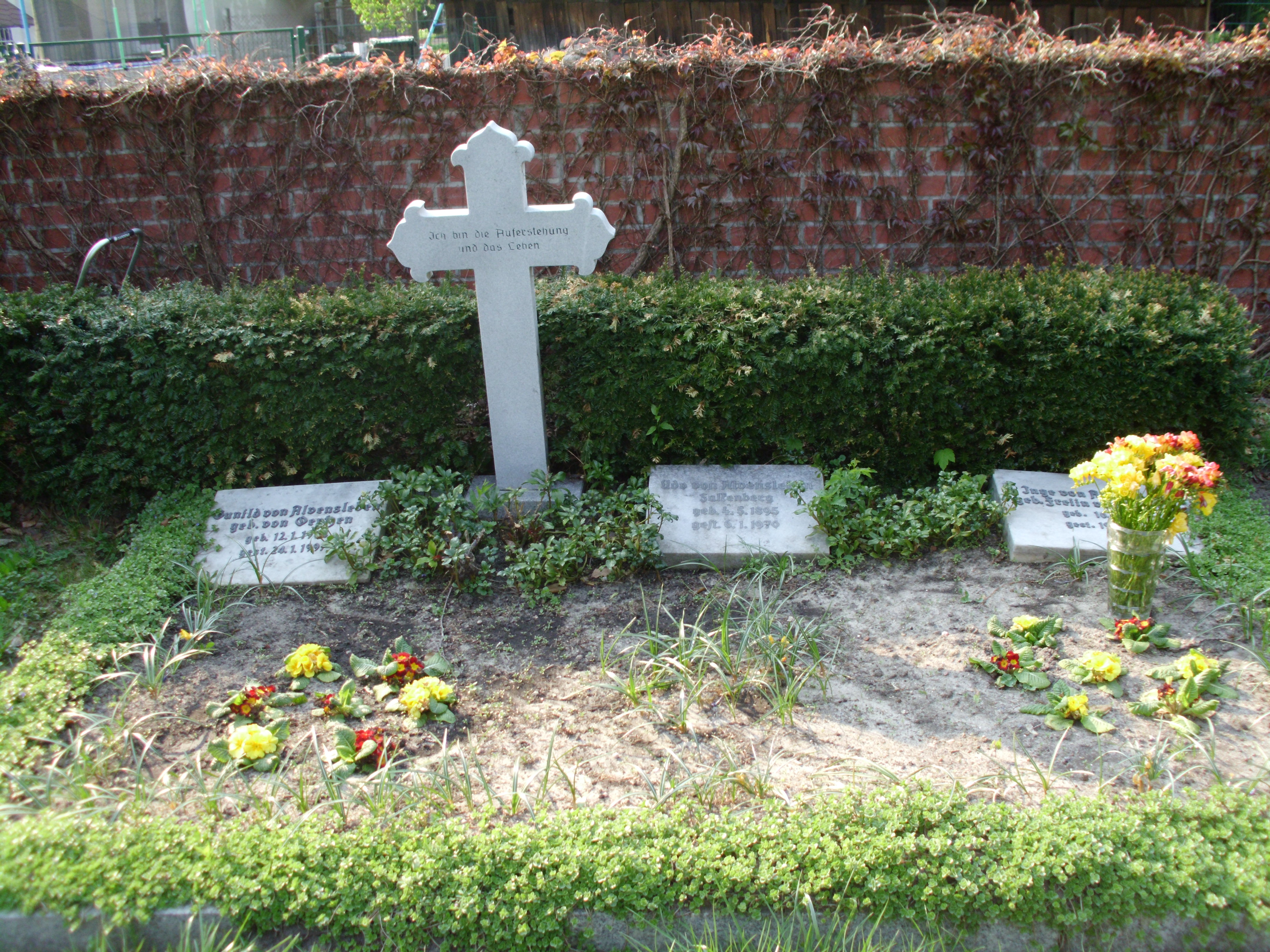
Familiengrab von Alvensleben in Falkenberg

Seit dem 1. Oktober 2003 befand er sich im Ruhestand und lebte mit seiner Familie in Falkenberg, einem Ortsteil von Briesen (Mark) bei Fürstenwalde/Spree, wo sein Sohn Albrecht von Alvensleben den 1945 enteigneten land- und forstwirtschaftlichen Betrieb der Familie seit 1991 wieder eingerichtet hat und bewirtschaftet. Reimar war mit Ingeborg Freiin von Maltzahn (* 10. August 1941; † 19. April 2006), Tochter der Sophie-Dorothee Gräfin Behr-Negendanck und des Oberforstmeisters Jürgen Freiherr von Maltzahn, verheiratet und hatte mit ihr drei Kinder, Tochter Gunild, der erwähnte Sohn Albrecht und Tochter Agnes, alle in Bonn geboren.

## Werke
Eine umfangreiche Auflistung der Veröffentlichungen von Reimar von Alvensleben befindet sich auf seiner Website der Universität Kiel (siehe unten).